# Sukkot (obozowisko)
Sukkot – według Księgi Wyjścia (Wj 12,37; 13,20) miejsce pierwszego postoju Izraelitów po ich wyjściu z Egiptu. Zlokalizowane było pomiędzy Pi-Ramzes a Etam. Współcześnie identyfikowane jest z Dżabal Marjam, położonym na zachodnim brzegu Jeziora Krokodyli około 35 km od Tall al-Maschuta.